# Mataura River
Der Mataura River ist ein Fluss in der Region Southland auf der Südinsel von Neuseeland.

## Namensherkunft
Es gibt mehrere mögliche Erklärungen für den Namen des Flusses. Mataura war ein Vorfahre von Ngatoro-i-rangi, dem Priester des Waka Arawa, eines der Kanus, mit denen die Māori Neuseeland erreichten. Eine weitere Bedeutung kann aus der Sprache der Māori abgeleitet werden und ist als die Zusammensetzung der Wörtern „mata“ für Feuerstein, Quarz oder Obsidian und „ura“ für „rot“ zu verstehen. Weitere Interpretationen beziehen sich auf die verschiedenen Fischarten in dem Gewässer.

## Geographie
Die Quelle des Flusses befindet sich in den Eyre Mountains zwischen dem Mataura Saddle, der rund 650 m westnordwestlich zu finden ist und dem Eyre Peak, der rund 3 km im ostsüdöstlich liegt. rund 14 km östlich endet der südliche Teil des Lake Wakatipu. Von seinem Quellgebiet aus fließt der Mataura River vorzugsweise in südöstlicher Richtung bis Gore und von dort in Richtung Süden durch die Kleinstand Mataura dem Toetoes Harbour entgegen. Der Toetoes Harbour entwässert hingegen in den Pazifischen Ozean.
Von Gore bis zur Küste bildet der Mataura River den westlichen Abschluss der Catlins, einer Berg und Waldlandschaft am südöstlichen Ende der Südinsel.
Zusammen mit dem Ōreti River und dem Aparima River bestimmt der Mataura River das Landschaftsbild Murihiku Plains. Zusammen entwässern sie eine Fläche von rund 730 km².

## Angeln
Der Mataura River ist aufgrund seines Fischreichtums, besonders mit verschiedenen Forellenarten, als eines der beliebtesten Angelgewässer der Südinsel bekannt. Zahlreiche Anbieter veranstalten hier auch Angeltouren für Touristen.